# Irina af Rumænien
Irina Walker også kendt som prinsesse Irina af Rumænien (født 28. februar 1953) er den tredje datter af kong Mihai I og dronning Anne af Rumænien .